# Babiana ambigua
Babiana ambigua là một loài thực vật có hoa trong họ Diên vĩ. Loài này được (Roem. & Schult.) G.J.Lewis miêu tả khoa học đầu tiên năm 1959.